# 内山洋司
内山 洋司（うちやま ようじ、1949年 - ） は、日本の総合工学者。筑波大学名誉教授。元エネルギー・資源学会会長。

## 人物・経歴
神奈川県生まれ。1976年東京工業大学工学部金属工学科卒業。1978年東京工業大学大学院理工学研究科原子核工学専攻修士課程修了。1981年同博士課程修了、工学博士。同年電力中央研究所入所。電力中央研究所専門役、電力中央研究所グループリーダー､電力中央研究所上席研究員を経て、2000年筑波大学機能工学系教授。この間、Electric Power Research Institute客員研究員、東京工業大学大学院総合理工学研究科客員教授、放送大学客員教授を兼務。2015年に筑波大学退職後、筑波大学名誉教授、日本エレクトロヒートセンター会長、科学技術振興機構特任フェロー、茨城原子力協議会会長、日本経団連環境安全委員会地球環境部会第三者評価委員会委員長などを歴任した。

## 著書
- 『破局からの脱出 : エネルギーからトリレンマに挑戦する』（新田義孝と共著）電力新報社 1993年
- 『私たちのエネルギー : 現在と未来』培風館 1996年
- 『エネルギー工学と社会』放送大学教育振興会 2003年
- 『再生可能エネルギーの利用 : みんなで考えよう』エネルギー情報研究会議 2004年
- 『エネルギーシステムの社会リスク』（羽田野祐子, 岡島敬一と共著）コロナ社 2012年
- 『「エネルギー学」への招待 : 持続可能な発展に向けて』（編著）コロナ社 2014年